# Рональд Росс
Сер Рональд Росс (англ. Ronald Ross; 13 травня 1857, Алмора, Індія — 16 вересня 1932, Лондон) — видатний британський лікар і паразитолог шотландського походження, лауреат Нобелівської премії з фізіології або медицини у 1902 році за дослідження малярії.

## Освіта та молоді роки
Рональд народився у місті Алмора та був найстаршою дитиною у сім′ї генерала армії Британської Індії Кемпбела Клея Гранта Росса та Матільди Шарлотти Едертон (всього у сім′ї було десять дітей). Коли Рональду виповнилося вісім років, батьки відправили його до Англії (Острів Вайт), де жили його дядько та тітка. Росс відвідував початкову школу в Райді, а закінчив школу у Спрінгіллі (біля Саутгемптона) у 1869 році. У дитинстві Рональд захоплювався поезією, музикою, літературою та математикою. Коли Россу було чотирнадцять років, він отримав математичну премію за свою роботу «Небесні тіла».
У 1874 році за порадою батька Рональд Росс вступив до медичного коледжу при госпіталі св. Бартолом'ю у Лондоні, залишивши навчання у 1880 році. Також Росс навчався в Англійському хірургічному королівському коледжі та працював хірургом на кораблі. У 1881 році після чотирьох місяців стажування в армійській медичній школі Рональд почав працювати в організації «Медична служба Індії». Також Росс прослухав курс професора Кляйна з бактеріології.

## Кар′єра
Росс поїхав в Індію 22 серпня 1881 року на військовому кораблі Jumma. З 1881 по 1894 роки він проходив службу в Мадрасі, Бірмі, Бенгалуру та Секундурабаді.
У 1883 році, працюючи військовим хірургом у Бенгалуру, Росс вперше описав можливість контролю розплодження москітів, обмеживши їм доступ до води.
10 квітня 1894 року Рональд Росс вперше зустрівся зі своїм науковим керівником Патріком Менсоном, який розповів йому про сучасні підходи до вивчення малярії. Менсон вважав, що Індія є найбільш оптимальною країною для досліджень.
У 1895 році Росс знову прибув до Індії, де працював із хворими на малярію та глибоко вивчав це захворювання.

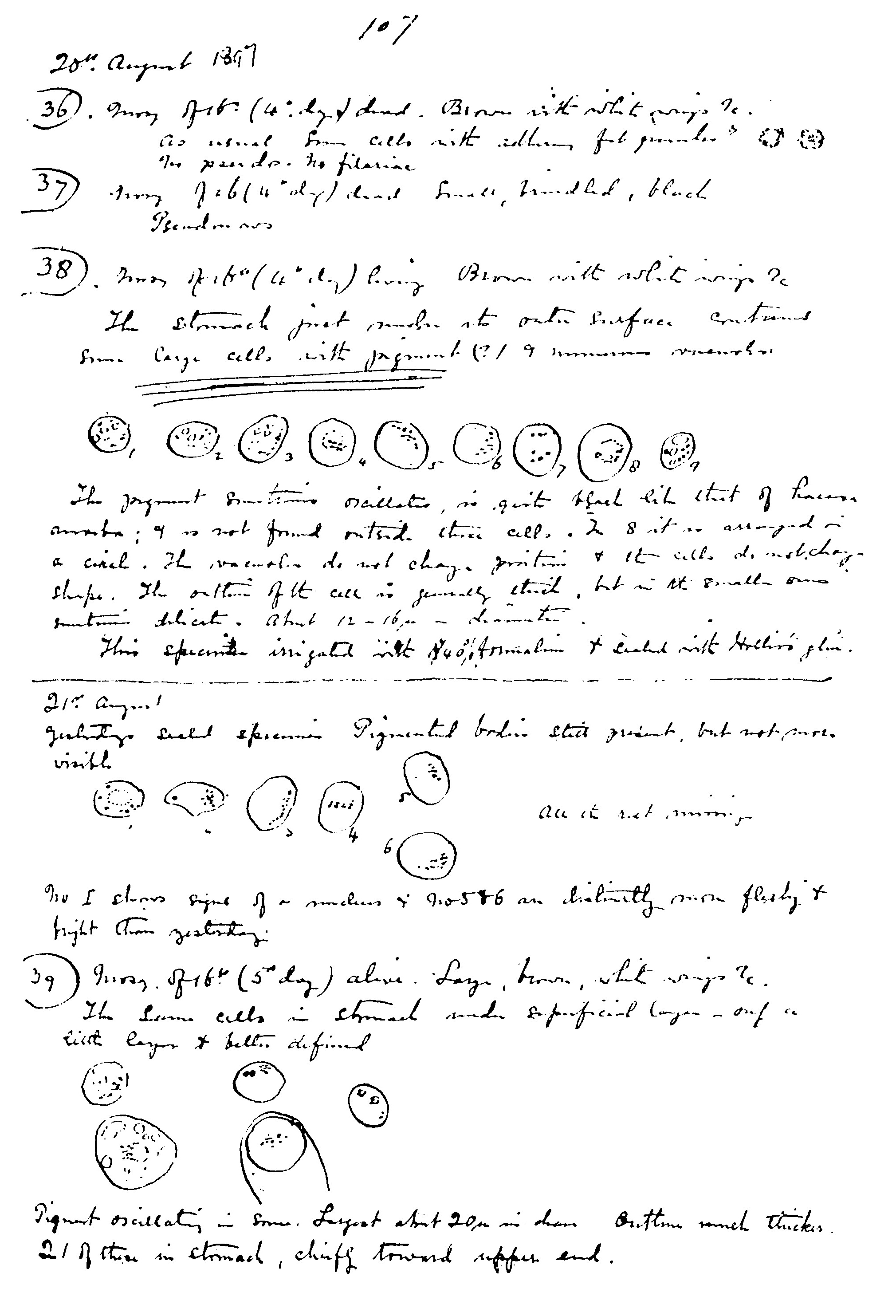
Сторінка з роботи Рональда Росса.

Росс зробив перший важливий крок у вивченні малярії у 1895 році, відкривши початкові стадії розвитку збудника малярії — плазмодія у шлунку малярійного комара. Тоді у Бенгалуру виник спалах холери, тому Росс був направлений туди, тимчасово перервавши свої дослідження. У 1897 році Рональд Росс запропонував одному з пацієнтів на ім'я Хусейн Хан заразити комара, використовуючи його заражену кров (дослідник заплатив Хану одну анну за зараженого комара). Далі науковець виділив з кишки комара «клітину», яка не була частиною комахи. Це відкриття було опубліковане у 1897 році в Британському медичному журналі.
У вересні 1897 року Росс був переведений на службу у Бомбей, а далі у Хервару (Раджастхан). У цих регіонах випадки малярії не реєструвалися, тому вчений не міг продовжувати свої дослідження. Рональд хотів залишити службу, але завдяки втручанню свого наукового керівника Патріка Менсона він продовжив службу в Калькутті. Там він вивчав малярію та вісцеральний лейшманіоз.
Оскільки в Калькутті не було зареєстровано випадків малярії, Патрік Менсон запропонував Россу проводити свої дослідження на птахах, як це робили науковці Василь Данилевський та Вільям МакКалум. У результаті Росс переконався, що малярійний комар є вектором у розвитку пташиної малярії. Також вчений довів, що слинні залози комара є резервуаром малярійних плазмодіїв. Пізніше вчений зміг запропонувати схему життєвого циклу малярійного плазмодія.
Після свого тривалого перебування в Індії Рональд Росс повернувся до Англії, де почав читати лекції у Ліверпульській школі тропічної медицини. Науковець багато подорожував, продовжуючи боротьбу з малярією у різних частинах світу. Росс запропонував математичні моделі для вивчення епідеміологічних особливостей малярії.
У 1901 році його прийняли до Лондонського королівського товариства, яке пізніше нагородило його Королівською медаллю. У 1902 році Рональд Росс отримав Нобелівську премію з фізіології або медицини. 1911 році його було нагороджено Орденом Лазні, ступеня Лицаря-Командора. Також науковець отримав медаль Альберта у 1923 році, медаль Менсона у 1929 році. Нагороджений літературною премією імені Джеймса Тайта Блека за найкращий твір англійською мовою у 1923 році.

## Особисте життя
Росс одружився з Розою Блоксем у 1889 році. У них було чотири дитини. Дочки: Дороті (1891—1947) та Сильвія (1893—1925), сини: Рональд Кемпбел (1895—1914) та Чарльз Клей (1901—1966).
Дружина Рональда Росса померла у 1931 році.
Рональд Росс помер у 1932 році після тривалої хвороби. Похований поряд із дружиною.